# David van der Poel
David van der Poel (Wilrijk, 15 de junio de 1992) es un ciclista neerlandés miembro del equipo Alpecin-Deceuninck Development Team. Es nieto de Raymond Poulidor; su padre es Adrie van der Poel, campeón mundial de ciclocrós en 1996 y ganador de dos etapas del Tour de Francia. Su hermano Mathieu van der Poel es también un ciclista profesional con mucho éxito, que compite en las modalidades de carretera, ciclocrós y ciclismo de montaña, con victorias en las tres disciplinas.

## Palmarés

### Ciclocrós
2015
- 2.º en el Campeonato de Países Bajos en Ciclocrós

2016
- 3.º en el Campeonato de Países Bajos en Ciclocrós

2018
- 3.º en el Campeonato de Países Bajos en Ciclocrós

### Ruta
2018
- 1 etapa del Tríptico de las Ardenas
- 1 etapa del Tour de Alsacia[1]